# Cardamine appendiculata
Cardamine appendiculata là một loài thực vật có hoa trong họ Cải. Loài này được Franch. & Sav. mô tả khoa học đầu tiên năm 1878.